# Nosodendron slipinskii
Nosodendron slipinskii är en skalbaggsart som beskrevs av Endrödy-younga 1991. Nosodendron slipinskii ingår i släktet Nosodendron och familjen almsavbaggar.

## Underarter
Arten delas in i följande underarter:
- N. s. slipinskii
- N. s. obtectum